# راي توملينسون
راي توملينسون (بالإنجليزية: Ray Tomlinson)؛ 23 أبريل 1941 – 5 مارس 2016) هو مبرمج أمريكي مبتكر الرسائل الإلكترونية وصاحب فكرة البريد الإلكتروني.

## الحياة المهنية
تخرج راي توملينسون في العام 1965 في معهد ماساشوستس للتكنولوجيا، وعمل بعد ذلك ضمن فريق شركة بي بي إن للتكنولوجيا في ولاية ماساشوستس. ومنذ ذلك التاريخ والأحداث رتبت نفسها بحيث تقوده إلى إحدى المصادفات التاريخية الاستثنائية، إذ قادت هذه المصادفات توملينسون نحو اختراعه الذي لم يكن مطلقاً ضمن جدول أعماله، وذلك بعكس بقية اختراعاته، التي كانت تخضع للدراسات المسبقة، وكان يقوم بها إما عن سابق إصرار، أو بطلب من الشركة التي يعمل لديها.

## اختراع البريد الإلكتروني
في شهر يوليو من العام 1971 أرسل ري توملينسون أول رسالة إلكترونية في التاريخ وقد وصلت الرسالة إلى العنوان الذي أُرسلت إليه على الفور، فقد أرسلها ري لنفسه ولا يذكر توملينسون ما كانت تحتويه الرسالة بالضبط، كل ما يذكره أنها كانت تجميعاً لعدد من الأحرف التي كتبت في صورة عشوائية مكونة كلمة "QWERTYIOP"، أو شيء من هذا القبيل.
اختارت وزارة الدفاع الأمريكية شركة بي بي إن للتكنولوجيا التي يعمل فيها توملينسون، لتقوم ببناء شبكة الأربانت وهي الأحرف التي ترمز إلى الشبكة التي تربط المعاهد العلمية والجامعات في الولايات المتحدة الأمريكية بعضها بعضاً، وتجعلها على اتصال فيما بينها فقط. وذلك على غرار الشبكات المحلية التي تربط بين أجهزة الكمبيوتر في مؤسسة واحدة حالياً. واليوم يطلق على تلك الشبكات المحلية الأولى اسم «جدة الإنترنت». فقد كانت تلك هي الشكل الأول أو التجربة الأولى على ما أصبح يعرف اليوم بشبكة الإنترنت، فشبكة اليوم هي ابنة «جدة الإنترنت» الشرعية.
شارك توملينسون في تصميم تلك الشبكة ببرنامج بسيط لكتابة الرسائل يدعى SNDMSG وذلك لكي يتمكن العاملون عبر شبكة «أربانت» من أن يتركوا من خلاله رسائل لبعضهم البعض الآخر. وهذا البرنامج لا يرقى إلى مستوى البريد الإلكتروني الحالي، ولكنه كان خطوة مهمة على الطريق إليه. وأهمية هذا البرنامج أنه يصنع ملفاً توضع فيه الرسالة، وهو ما يعني أنه لا يستعمل إلا بين شخصين أو أكثر يشتركون في جهاز كمبيوتر واحد. من تلك الأجهزة التي كانت متوافرة في المعاهد والجامعات المشتركة بشبكة آربانت، فالكمبيوترات الشخصية لم تكن قد ظهرت بعد. حيث كان عليه أن ينتظر حتى عام 1981 لتظهر محدثة التحول الأكبر في عالم التكنولوجيا الحديثة التي تسيطر على عالمنا اليوم.
يقول توملينسون: «لم يكن صندوق البريد إلا ملفاً يكتب فيه المستخدم رسالته، ولا يمكن للقارئ إعادة الكتابة عليه أو تحريره، يمكنه قراءته فقط». وكما ذُكر، فقد كان الهدف ترك الرسائل من الشخص الذي انتهى عمله على الجهاز للشخص الذي سيتولى أمره من بعده، من دون الحاجة للقاء. في هذه الأثناء كان توملينسون قد صمم برنامجاً آخر يدعى «سيبنت» – يسمح بنقل الملفات من جهاز كمبيوتر إلى آخر على أن يكون الجهازان مرتبطين بشبكة أربانت.
«إن لم تجد رابطاً ما بين هذين البرنامجين فأنت لست مخترعاً». مثل هذه العقلية التي تربط بين المخترعات المختلفة كانت متوفرة عند توملينسون، وهي التي جعلته يفكر بالبريد الإلكتروني. «الأمر واضح: إنها مسألة تقارب فكرتين معاً». فهناك برنامج SNDMSG وهو برنامج لكتابة الرسائل على الكمبيوتر نفسه، وبرنامج CYPNET وهو برنامج ينقل الملفات من كمبيوتر إلى آخر. إذن لماذا لا يصبح كلا البرنامجين برنامجاً واحداً، برنامجاً ينقل الرسائل إلكترونياً من جهاز كمبيوتر إلى آخر؟ في هذه اللحظة ولد البريد الإلكتروني، في ذهن توملينسون أولاً. ولم يحتج الأمر إلا إلى «إضافة الحلقة الناقصة»، كما يقول توملينسون.
والحلقة الناقصة كانت دمج برنامج CYPNET الذي ينقل الملفات، ببرنامج SNDMSG الذي يكتب الرسالة، وكان نتاج هذا الاندماج البريد الإلكتروني.

### إشارة @
أتاح هذا الابتكار الفرصة للجميع لاستخدام البريد الإلكتروني، ولكن المشكلة أن الرسالة كانت حتى ذلك الوقت لا تحمل أي دليل على مكان مرسلها. وكانت هذه المشكلة هي التي أرقت توملينسون، فشبكة «أربانت» موزعة على 15 جهازاً في أماكن متفرقة من الولايات المتحدة، منها ماهو موجود في ماساشوستس، حيث مقر شركة بي بي إن للتكنولوجيا التي يعمل فيها توملينسون، هذا التشتت هو الذي جعل توملينسون يفكر في ابتكار رمز يوضع بين اسم المرسل والموقع الذي يفترض أن ترسل منه الرسالة. «تأملت لوحة المفاتيح. حاولت العثور على رمز لا يستعمله الأشخاص عادة ضمن أسمائهم، لم أرد أن يكون هذا الرمز رقماً. فكان الرمز @ هو ما اخترته من الرموز الموجودة على لوحة المفاتيح. إنه حرف الجر الوحيد الموجود على اللوحة». وبالطبع فإن هذا الرمز الذي وقع اختيار توملينسون عليه يقرأ على أنه حرف الجر " at" باللغة الإنجليزية والذي يشير إلى المكان الذي تنطلق منه الرسالة.
لم يتوقع توملينسون أبداً أن يكون لهذا الرمز الذي اختاره الأثر الذي يبدو عليه الآن، حيث بات حرفاً قائماً بذاته، يستخدم ضمن أسماء الشركات وعلى اللوحات الإعلانية، مثل أي حرف آخر. «لقد استغرق الأمر ما بين 20 و40 ثانية للتفكير». ما كان يقصده توملينسون هو أن يوضح المرسل مكان وجوده عند إرسال الرسالة، وليس أكثر. أي أنه يضع الرمز بين اسمه ومكان وجوده، فيتضمن العنوان اسم المرسل ومكان وجوده.
بعد هذا الاختيار أرسل توملينسون أول رسالة إلكترونية لنفسه، من جهاز كمبيوتر إلى جهاز آخر، وكان الجهازان بطبيعة الحال مرتبطين بشبكة «أربانت» وكانا موجودين في مقر شركة بي بي إن للتكنولوجيا التي يعمل فيها توملينسون في ماساشوستس. كانت الرسالة كما ذكرنا تجميعاً لأحرف تشكل معاً كلمة QWERTYIOP أو شيء من هذا القبيل، وهي كلمة لا تعني شيئاً.
لم ينشر توملينسون اختراعه على الملأ فوراً، وطلب من مساعده بريتشفيل ألا يخبر أحداً عن الموضوع، فلم يطلب منه أحد مثلاً هذا الاختراع. لكن قلق توملينسون سرعان ما زال عندما أخبره زميل ثالث يدعى لاري روبرتس أنه سيستخدم اختراعه. وخلال فترة وجيزة بات اختراع تولمينسون وسيلة اتصاله المثلى بالزملاء الآخرين واتصالهم ببعضهم البعض الآخر، ولم يمض الكثير من الوقت حتى اكتسح اختراع توملينسون الجديد مستخدمي «أربانت»، وجلهم من المحاضرين في الجامعات الأمريكية، وأظهرت الدراسات التي أجريت في تلك الفترة أن 75 في المائة من الاتصالات في شركة «أربانت» كانت تتم باستخدام البريد الإلكتروني الجديد. الذي يرى توملينسون أن أهم ما فيه هو أن استخدامه لا يشترط وجود أي من مرسل الرسالة أو مستقبلها، كما هو الحال في اختراع الهاتف مثلاً.

## بعد البريد الإلكتروني
اختفت شبكة الأربانت وظهرت شبكة جديدة إلى حيز الوجود، هي شبكة الإنترنت، وأصبح مئات الملايين حول العالم يستخدمون البريد الإلكتروني وانتشر الرمز @.
ولم يبق من أصل البريد الإلكتروني الذي ابتكره توملينسون إلا المبادئ الأساسية. فاستخدام البريد الإلكتروني ضمن شبكة يشغلها الآلاف لا يقارن أبداً بالبريد الإلكتروني الذي ينتقل ضمن شبكة تضم مئات الملايين من المستخدمين.
الفرق بين الإنترنت وأربانت كان السبب في ضياع حق ري توملينسون، بالشهرة على الأقل. ف «أربانت»، شبكة محلية، وبذلك فهي ليست مجالاً رحباً يمكن للجميع الاسفادة منه كما هو الحال بالنسبة للإنترنت لذلك لم ينتشر ابتكار توملينسون إلا بين فئة ضيقة من مستخدمو شبكة أربانت الذين لا يقارنون أبداً بأعداد مستخدمي شبكة الإنترنت الذين وصل عددهم إلى المليار مستخدم ولعل هذا هو ما جعل توملينسون لا يقدر مدى أهمية اختراع، يستخدمه عدد محدود من الأشخاص.
انتهت تلك المرحلة، وبدأت مرحلة جديدة، هي مرحلة الإنترنت، التي تعني بالإنكليزية الشبكة العالمية، حيث لا مجال لفئة ضيقة احتكار استخدامها، ولأن توملينسون لم يسجل البريد الإلكتروني كاختراع باسمه، ويحصل بالتالي على براءة اختراع، كما يفعل الكثيرون، بات البريد الإلكتروني دون مالك، وانتشر بين كل مستخدمي الإنترنت، وذلك بعكس العدد المحدود الذي كان يستخدم «آربانت» وبقي البريد الإلكتروني اختراعاً من دون مخترع، يستخدمه الملايين حول العالم من خلال استخدامهم لشبكة الإنترنت.
وكما ساعدت الإنترنت على انتشار البريد الإلكتروني، فإنها ساعدت في المقابل على ضياع اسم ري توملينسون. والسرعة الرهيبة التي انتشرت من خلالها كوسيلة اتصال معلوماتية حديثة، لم تدع مجالاً أمام توملينسون للتفكير في مدى أهمية اختراعه، الذي فكر فيه وأحسن استغلاله القائمون على موقع هوت ميل Hotmail، التابع لشركة مايكروسوفت، والذين قدموا البريد الإلكتروني خدمة مجانية للمشتركين في الشبكة، مراهنين على أن هذا الاختراع هو اختراع المستقبل.

## جوائز ومكافآت
في عام 2000 حصل توملينسون على جائزة جورج ر. ستيبيتز في ريادة الحاسوب من المتحف الأمريكي للحاسوب (بالتعاون مع قسم علم الحاسوب من جامعة ولاية مونتانا). وفي عام 2001 حصل على جائزة ويبي من الأكاديمية الدولية للفنون الرقمية والعلوم بسبب إنجازه. وتم إدخاله في السنة ذاتها (2001) في قاعة مشاهير خرّيجي جامعة رينسيلار. وفي العام التالي (2002) قامت مجلة Discover بمنحه جائزة الإبداع.
بعد عامين من آخر جائزة حصل عليها في 2002، تلقى توملينسون من معهد مهندسي الكهرباء والإلكترونيات (جمعية مهندسي الكهرباء والإلكترونيات)
جائزة الإنترنت مع زميله دايف كروكر.
في عام 2009، تم منحه جائزة «أمير أسترياس» مع مارتن كوبر تكريماً لجهوده في البحث العلمي في مجال العلوم والتقنيات.
و بحلول عام 2011 تم ادراجه على لوحة «أفضل 150 اختراع وفكرة» من معهد ماساشوستس للتكنولوجيا وقد احتل المرتبة الرابعة من بين الـ 150 مرتبة.

## وفاته
توفي ري توملينسون في 5 مارس 2016 بعد تعرضه لأزمة قلبية، في لينكولن، ماساتشوستس في الولايات المتحدة الأمريكية عن عمرِ يُناهز 74 سنة.